# 國防大學政治作戰學院

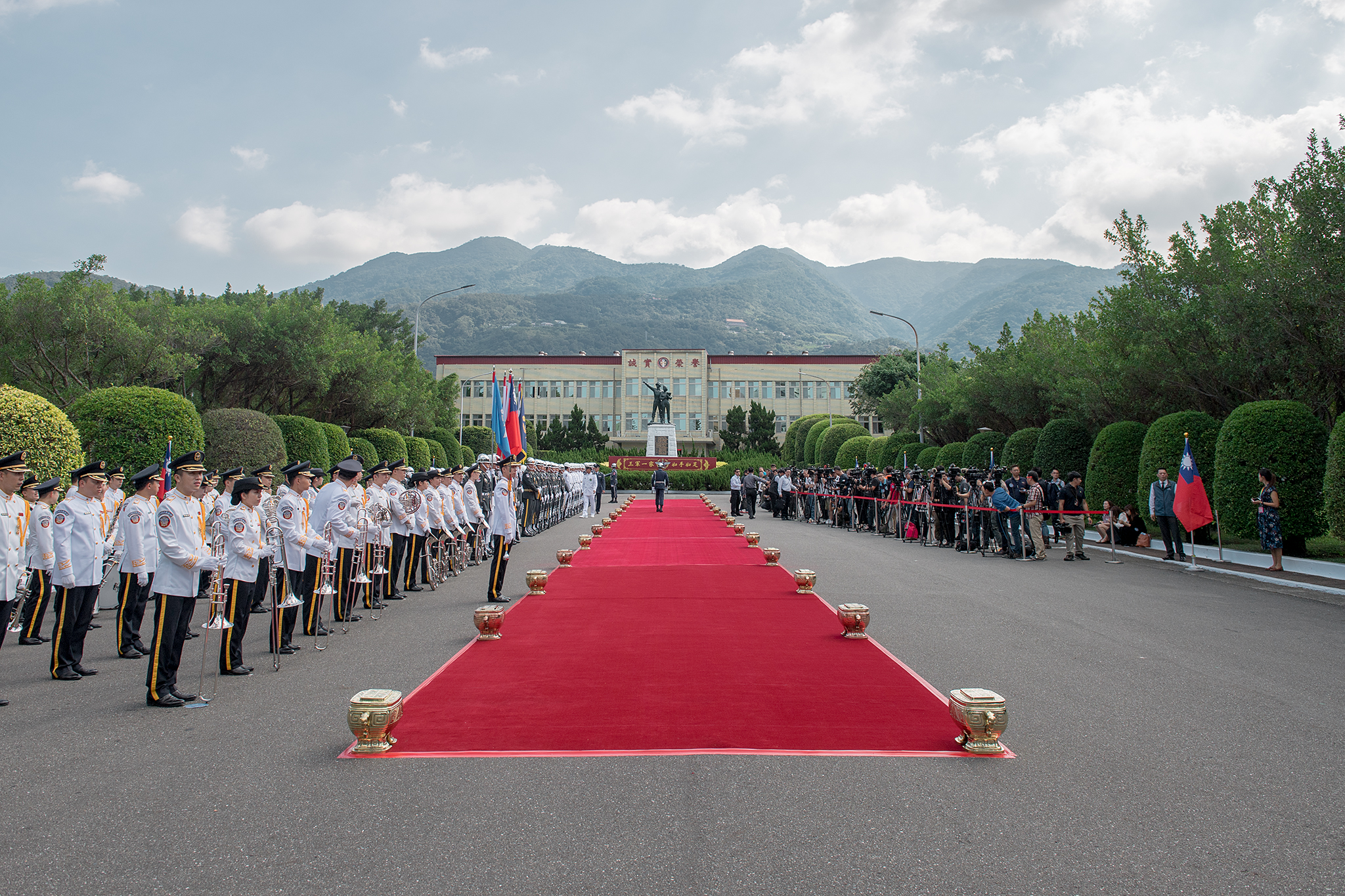
國防大學政治作戰學院，復興崗校區內一景。

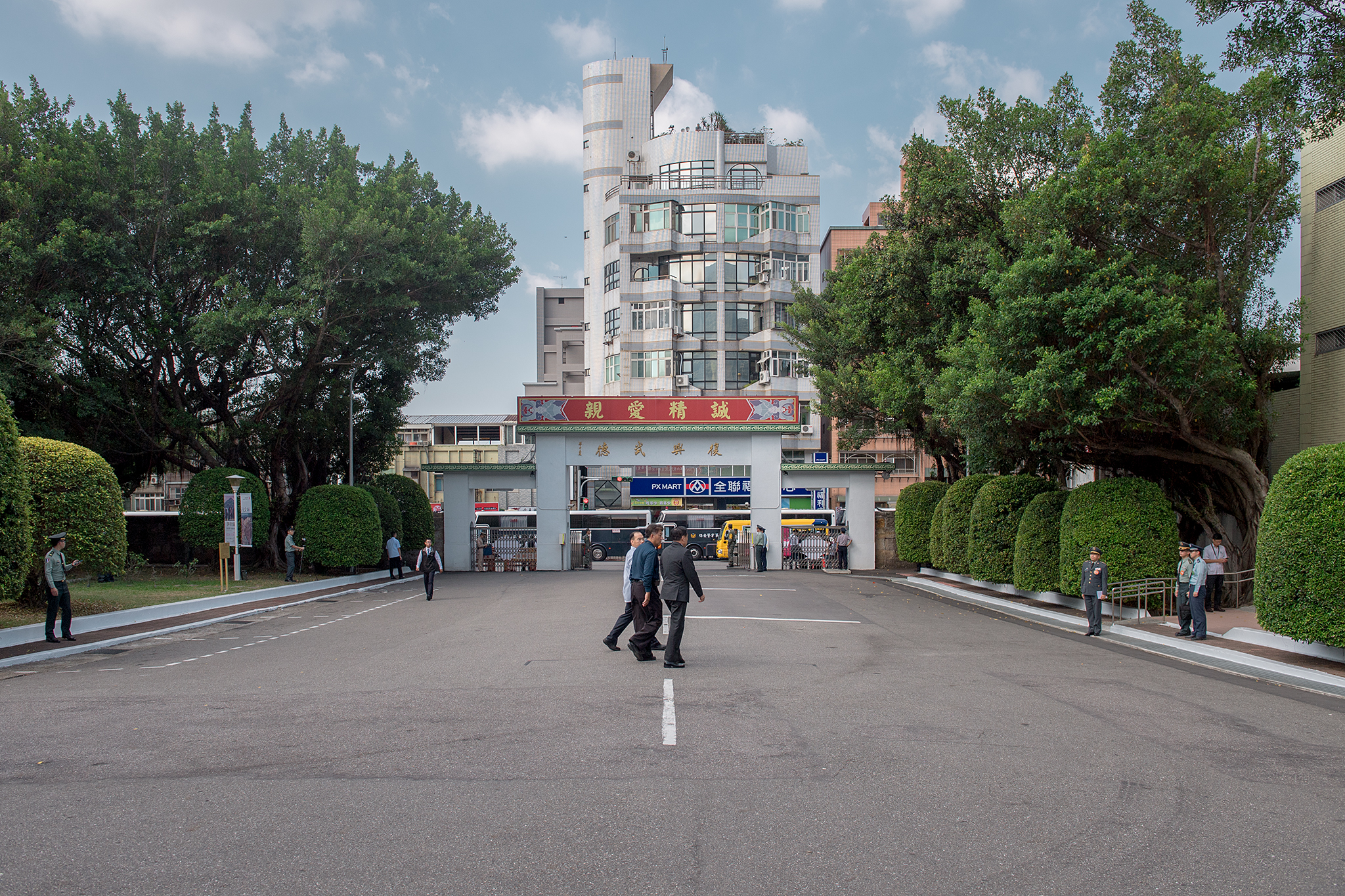
復興崗校區正門。

國防大學政治作戰學院（英語：Fu Hsing Kang College, National Defense University，縮寫：FHK），簡稱政戰學院、政院。是國防大學的學院之一，為中華民國國軍培養政治作戰人才。位於臺灣臺北市北投區，前身為1950年設立之政治幹部訓練班，經歷多次改制後，2006年9月1日配合國軍精進案改隸國防大學。
政治作戰學院學生畢業後，分發至中華民國國軍各部隊擔任排長、輔導長等基層領導幹部職務，爾後依個人專業專長派任政戰官、監察官、保防官、心輔官等政戰幕僚職務。畢業校友晉升二級上將者有2位，分別為政校第3期的楊亭雲（陸軍）、政校第19期的陳國祥（海軍陸戰隊）。

## 沿革
蔣中正總統在1949年國共戰爭失敗、退守臺灣後，提出「三分軍事，七分政治」論調，委派蔣經國仿莫斯科中山大學體制創立此校。
- 1950年設立「政治幹部訓練班」。
- 1951年7月1日成立「政工幹部學校」，設校於日治時代之北投競馬場。[2]11月1日，政工幹部學校第一期學生入學編隊，正式上課。[3]
- 1953年，接訓幼年兵總隊部分員額，並以此成立教導大隊，下轄三個中隊。[4]
- 1970年10月31日易名為「政治作戰學校」。
- 2006年7月停招專科部。9月1日改隸國防大學，改制為「國防大學政治作戰學院」。

## 教學單位
- 大學部
  - 政治學系（行政管理組、國際關係組）
  - 新聞學系（公共事務組、文宣傳播組）
  - 應用藝術學系（美術組、音樂組、影劇組）
  - 心理及社會工作學系（心理組、社會工作組）
- 研究所
  - 政治學系研究所（碩士班、博士班）
  - 新聞學系研究所（碩士班、博士班）
  - 心理及社會工作學系研究所（心理碩士班、社會工作碩士班）
  - 中共軍事事務研究所（管監單位為國防部情報次長室）

## 外部連結
- 政治作戰學院 （页面存档备份，存于）
- 國防大學（页面存档备份，存于）
- 復興崗全球會訊網